# Плавідло
Плавідло (пол. Pławidło, нім. Tirpitz) — село в Польщі, у гміні Слубіце Слубицького повіту Любуського воєводства.
Населення — 224 особи (2011).
У 1975-1998 роках село належало до Гожовського воєводства.

## Демографія
Демографічна структура станом на 31 березня 2011 року:
|          | Загалом | Допрацездатний вік | Працездатний вік | Постпрацездатний вік |
| -------- | ------- | ------------------ | ---------------- | -------------------- |
| Чоловіки | 109     | 29                 | 71               | 9                    |
| Жінки    | 115     | 33                 | 64               | 18                   |
| Разом    | 224     | 62                 | 135              | 27                   |